# Calle Dyckman (línea de la Séptima Avenida–Broadway)
Calle Dyckman es una estación en la línea de la Séptima Avenida-Broadway del Metro de Nueva York. Localizada en la intersección con la Calle Dyckman y la Avenida Nagle en el barrio de Manhattan Inwood. Los trenes de la línea 1, efectúan parada en la estación, durante todo el día.
La estación está en la boca del Túnel de Minas Washington, utilizado por la línea de la Séptima Avenida-Broadway.

## Imágenes

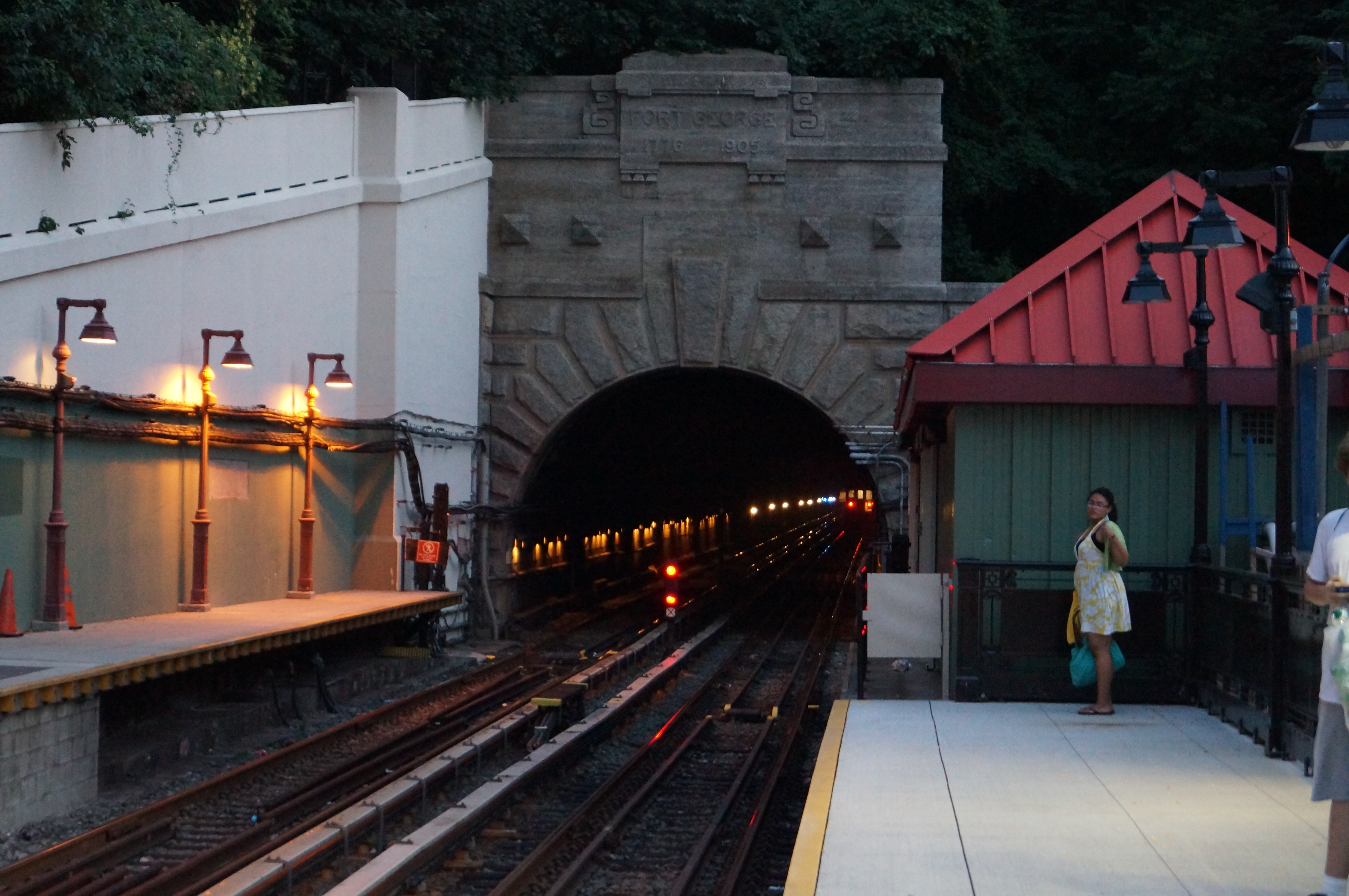
Boca del túnel.
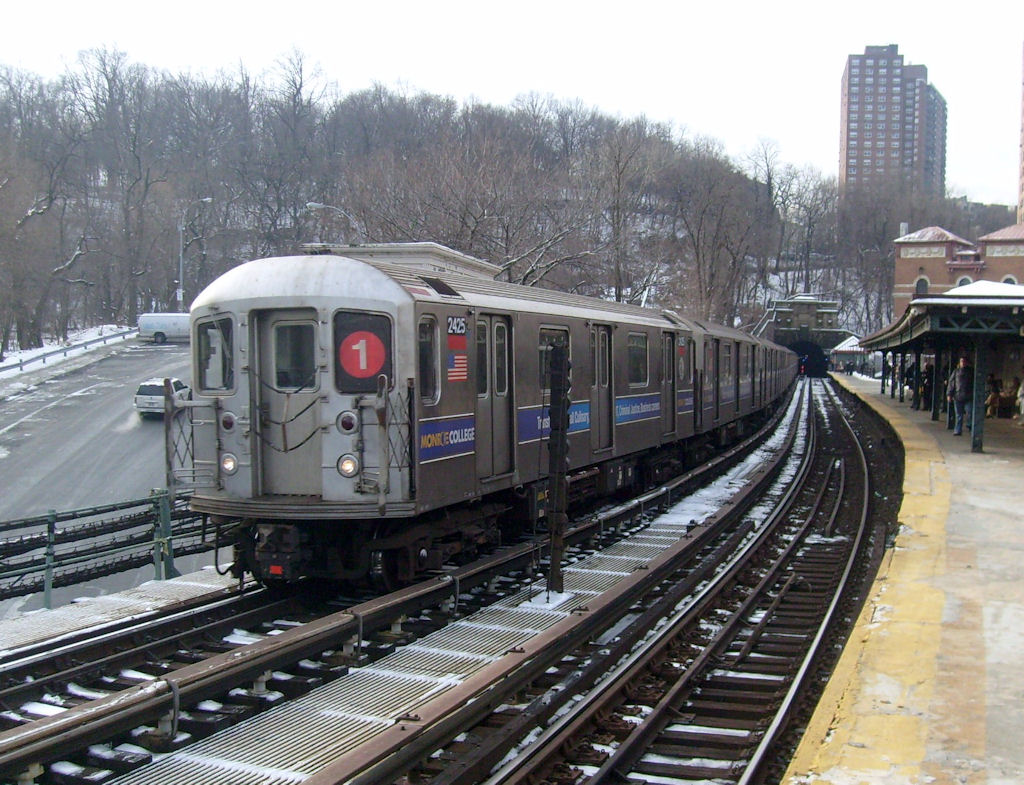
Un tren en la estación.